# NL Architects

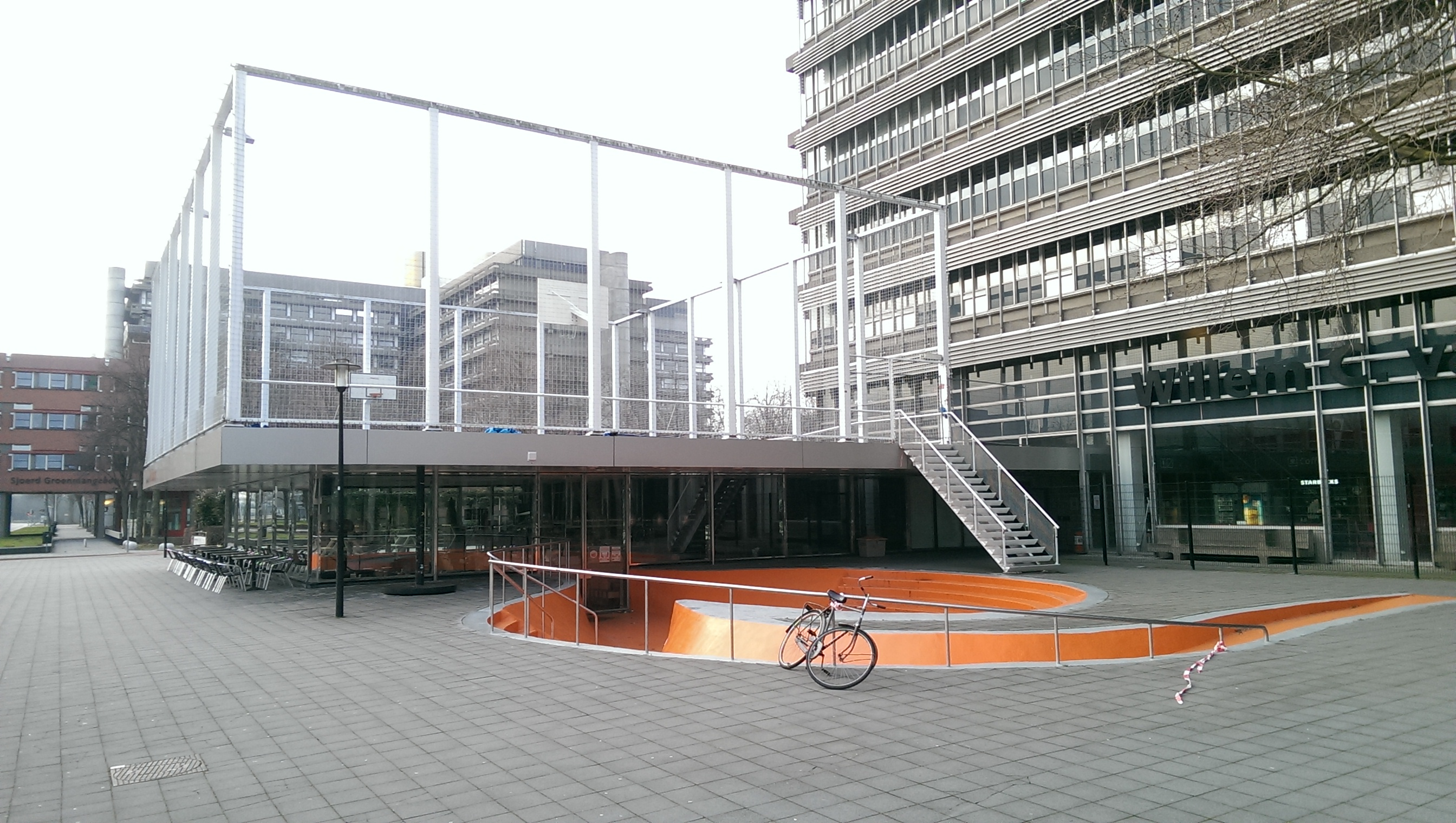
BasketBar, Café mit Basketballfeld in Utrecht

NL Architects sind ein niederländisches Architekturbüro mit Sitz in Amsterdam.
Gegründet wurde das Büro 1997 von Pieter Bannenberg, Walter van Dijk, Kamiel Klaasse und Mark Linnemann.
Die aktuelle Partnerschaft besteht zwischen Bannenberg, van Dijk und Klaasse.
Das Büro hatte im Jahr 2008 den Beitrag virtual realities auf der Biennale in Venedig.
In seinen Projekten setzt sich das Büro immer wieder mit dem Thema Alltag und den sozialen, teilweise auch performativen Möglichkeiten von Stadt und Architektur auseinander und loten Potentiale aus, wie der Einzelne im Stadtraum interagieren und aktiv werden kann. Gezielt wird die Architektur als benutzbares Objekt inszeniert (Fassade als Kletterwand; Basketballfeld auf dem Dach; Parken auf dem Stockwerk). Damit stehen NL Architects in der Tradition des programmatischen Entwerfens, ähnlich wie die ebenfalls niederländischen Büros MVRDV oder Office for Metropolitan Architecture.
Einen weiteren Schwerpunkt setzt das Büro auf Grenzüberschreitungen zwischen Architektur und Kunst (Soundshower, Boombench, Cruise City).

## Werke (Auswahl)
- 1998: Cinecenter, Umgestaltung eines Kinokomplexes in Amsterdam
- 1998: WOS8, Gestaltung einer Wärmetauschstation in Leidsche Rijn, Utrecht
- 1999: Parkhouse, Studie für die Stadt Amsterdam
- 1999: Y Building, Projektstudie für ein Hochhaus in Amsterdam
- 1999: Y2K+, Projekt für 85 Wohnungen in Den Haag
- 2000: Mandarina Duck Store, Konzeption und Bau eines Flagshipstores des Modelabels Mandarina Duck in Paris
- 2000: NL Lounge, niederländischer Beitrag zur Architekturbiennale Venedig
- 2000: Straps, Design eines Aufbewahrungssystems für Droog Design in Amsterdam
- nach 2000: Boombench and Moving Forest, Installationen für ein Event von Droog Design in Amsterdam
- 2003: BasketBar, Café mit Basketballfeld in Utrecht
- 2004: Loop House, Experimentelles Wohnhaus, Heiry Art Valley, Korea
- 2004: Teilnahme an der Ausstellung Greetings from London in London
- 2005: A8ernA, städtebauliche Intervention in Zaandam
- 2006: Groninger Forum in Groningen (Wettbewerb, 1. Preis)
- 2008: virtual realities Beitrag zur Architekturbiennale Venedig
- 2008: Ordos 100#13 Neubau einer Villa im Rahmen des Ordos100-Projektes des chinesischen Künstlers Ai Weiwei (Fake Design)
- 2009: TPAC - Taipei Performing Arts Center in Taipei, China
- 2011: Gate House IndustriePark Kleefse in Arnheim
- 2015: Neue Esso-Häuser, Hamburg, St. Pauli, (2015 Wettbewerb, 1. Preis mit BeL)
- 2013 – 2017: Wohnhaus Klencke in Amsterdam[1]

## Auszeichnungen
- 2017 Mies-van-der-Rohe-Preis EU Award for Contemporary Architecture für DeFlat Kleiburg
- 2007 Contractworld Award - Kategorie Hotel, 2. Preis für BasketBar[2]
- 2006 Parteon Architekturpreis für A8ernA
- 2005 Emerging Architect Award des Architectural Review
- 2005 Mies-van-der-Rohe-Preis Nachwuchspreis für die BasketBar
- 2004 NAi Preis des Niederländischen Architekturinstituts für die BasketBar[3]
- 2003 Rietfeldpreis für BasketBar[4]
- 2001 Rotterdam Design Prize für WOS8[5]
- 1997 Europan 4, Den Haag, 1. Preis für Pixelstad